# Список наград и номинаций мультсериала «Гравити Фолз»
Американский мультсериал «Гравити Фолз», согласно IMDb, получил 36 номинаций и 13 наград.

## Награды и номинации
| Год  | Награда                                   | Категория                                                                | Номинант | Результат | Ист.   |
| ---- | ----------------------------------------- | ------------------------------------------------------------------------ | --- | --------- | ------ |
| 2012 | 40-я премия Энни                          | Дизайн производства в анимационном телевидении/вещании                   | Ян Уоррел | Номинация | [ 2 ]  |
| 2012 | 40-я премия Энни                          | Голос, действующий в анимационном телевидении/вещании                    | Кристен Шаал | Победа    | [ 3 ]  |
| 2013 | Teen Choice Awards                        | Выбор ТВ: Анимационное шоу                                               | Гравити Фолз | Номинация | [ 4 ]  |
| 2013 | 41-я премия Энни                          | Лучшее анимационное телевидение/вещание для детской аудитории            | Гравити Фолз | Номинация | [ 5 ]  |
| 2013 | 41-я премия Энни                          | Руководство в анимационном ТВ/вещательном производстве                   | Джон Аосима | Номинация | [ 5 ]  |
| 2013 | 41-я премия Энни                          | Раскадровка в анимационном телевидении/вещании                           | Алонсо Рамос-Рамирез | Номинация | [ 5 ]  |
| 2013 | Golden Reel Award                         | Лучшее редактирование звука на телевидении: анимация                     | Гравити Фолз | Номинация | [ 6 ]  |
| 2013 | PAAFTJ Television Awards                  | Лучший анимационный сериал                                               | Гравити Фолз | Номинация |        |
| 2013 | PAAFTJ Television Awards                  | Лучшая режиссура мультсериала                                            | Джон Аосима за «Секреты Гравити Фолз» | Номинация |        |
| 2013 | PAAFTJ Television Awards                  | Лучший сценарий мультсериала                                             | Майкл Рианда и Алекс Хирш за «От заката до рассвета» | Номинация |        |
| 2013 | PAAFTJ Television Awards                  | Лучший Мужской Голос в Анимационном Сериале                              | Алекс Хирш | Номинация |        |
| 2013 | PAAFTJ Television Awards                  | Лучший Женский Голос в Анимационном Сериале                              | Кристен Шаал | Номинация |        |
| 2013 | PAAFTJ Television Awards                  | Лучшие художественные/визуальные достижения в анимационном сериале       | Фил Рында (производственный дизайн), Ян Уоррел (арт-директор), Крис Хоутон, ‘C’ Рэджио IV (дизайн персонажей) и Марк Гарсиа (раскадровка) за «Беги или сражайся» | Номинация |        |
| 2013 | PAAFTJ Television Awards                  | Лучшая музыкальная заставка (для новых шоу)                              | Гравити Фолз | Победа    |        |
| 2014 | Kids' Choice Awards                       | Любимый Анимационный Напарник-Животное                                   | Пухля | Номинация | [ 7 ]  |
| 2014 | 66th Primetime Creative Arts Emmy Awards  | Выдающиеся индивидуальные достижения в анимации                          | Ян Уоррел за «Пленники разума» | Победа    |        |
| 2014 | Teen Choice Awards                        | Выбор ТВ: анимационное шоу                                               | Гравити Фолз | Номинация | [ 8 ]  |
| 2015 | 42-я премия Энни                          | Лучшее анимационное телевидение/вещание для детской аудитории            | Гравити Фолз | Победа    | [ 9 ]  |
| 2015 | 42-я премия Энни                          | Выдающиеся достижения, режиссура в анимационном телевидении/вещании      | Роб Рензетти | Номинация | [ 9 ]  |
| 2015 | 42-я премия Энни                          | Выдающиеся достижения, раскадровка в анимационном телевидении/вещании    | Люк Уэбер, Алонсо Рамирез Рамос, Нил Граф и Стив Хэневелд | Номинация |        |
| 2015 | 5-я премия «Выбор телевизионных критиков» | Лучшие анимационный сериал                                               | Гравити Фолз | Номинация | [ 10 ] |
| 2015 | 67th Primetime Creative Arts Emmy Awards  | Выдающиеся индивидуальные достижения в анимации                          | Алонсо Рамирез Рамос за «Кем он оказался» | Победа    | [ 11 ] |
| 2015 | British Academy Children's Awards         | Международный                                                            | Команда производства Гравити Фолз | Победа    | [ 12 ] |
| 2015 | Teen Choice Awards                        | Выбор ТВ: анимационное шоу                                               | Гравити Фолз | Номинация |        |
| 2016 | 43-я премия Энни                          | Лучшее анимационное ТВ/вещание для Детской Аудитории                     | «Кем он оказался» | Номинация |        |
| 2016 | 43-я премия Энни                          | Выдающиеся достижения, руководство в анимационном ТВ/вещании             | Мэтт Брэли за «Тайна поместья Нортвестов» | Победа    |        |
| 2016 | 43-я премия Энни                          | Выдающиеся достижения, производственный дизайн в анимационном ТВ/вещании | Ян Уоррел and Джеффри Томпсон за «Странногеддон» | Номинация |        |
| 2016 | 43-я премия Энни                          | Выдающиеся достижения, Сценарий в анимационном ТВ/вещании                | Алекс Хирш, Сион Такэути, Джош Вайнштайн, Джефф Роу и Мэтт Чапман за «Кем он оказался»                                                                           | Номинация |        |
| 2016 | 2016 Kids’ Choice Awards                  | Любимый мультфильм                                                       | Гравити Фолз | Номинация |        |
| 2016 | Премия Пибоди                             | Детская программа                                                        | Гравити Фолз | Номинация | [ 13 ] |
| 2016 | 2016 Teen Choice Awards                   | Выбор ТВ-шоу: анимация                                                   | Гравити Фолз | Номинация |        |
| 2016 | 44-я премия Энни                          | Выдающиеся достижения, сценарий в анимационном ТВ/вещании                | Сион Такеучи, Марк Риццо, Джефф Роу, Джош Вейнштейн и Алекс Хирш за Странногеддон: вернуть себе город                                                            | Номинация |        |
| 2016 | 44-я премия Энни                          | Выдающиеся достижения, редакция в анимационном ТВ/вещании                | Кевин Локарро, Эндрю Сорцини, Нэнси Фрейзен и Тони Мицгальски за Странногеддон: вернуть себе город                                                               | Номинация |        |